# Casas Bajas
Casas Bajas (valencianisch: Cases Baixes) ist eine Gemeinde (municipio) mit 167 Einwohnern (Stand: 2024) im Norden der Provinz Valencia und in der Valencianischen Gemeinschaft in Spanien. Sie ist in der Comarca Rincón de Ademuz, einer Exklave der Valencianischen Gemeinschaft gelegen, die im Norden von der Provinz Teruel in Aragonien und im Süden von der Provinz Cuenca (Kastilien-La Mancha) umgeben ist. 

## Lage
Casas Bajas liegt am Río Turía etwa 130 Kilometer nordwestlich von Valencia in einer Höhe von ca. 650 m. 

## Bevölkerungsentwicklung
Quelle: INE, 1900–2021: Volkszählungen

## Sehenswürdigkeiten

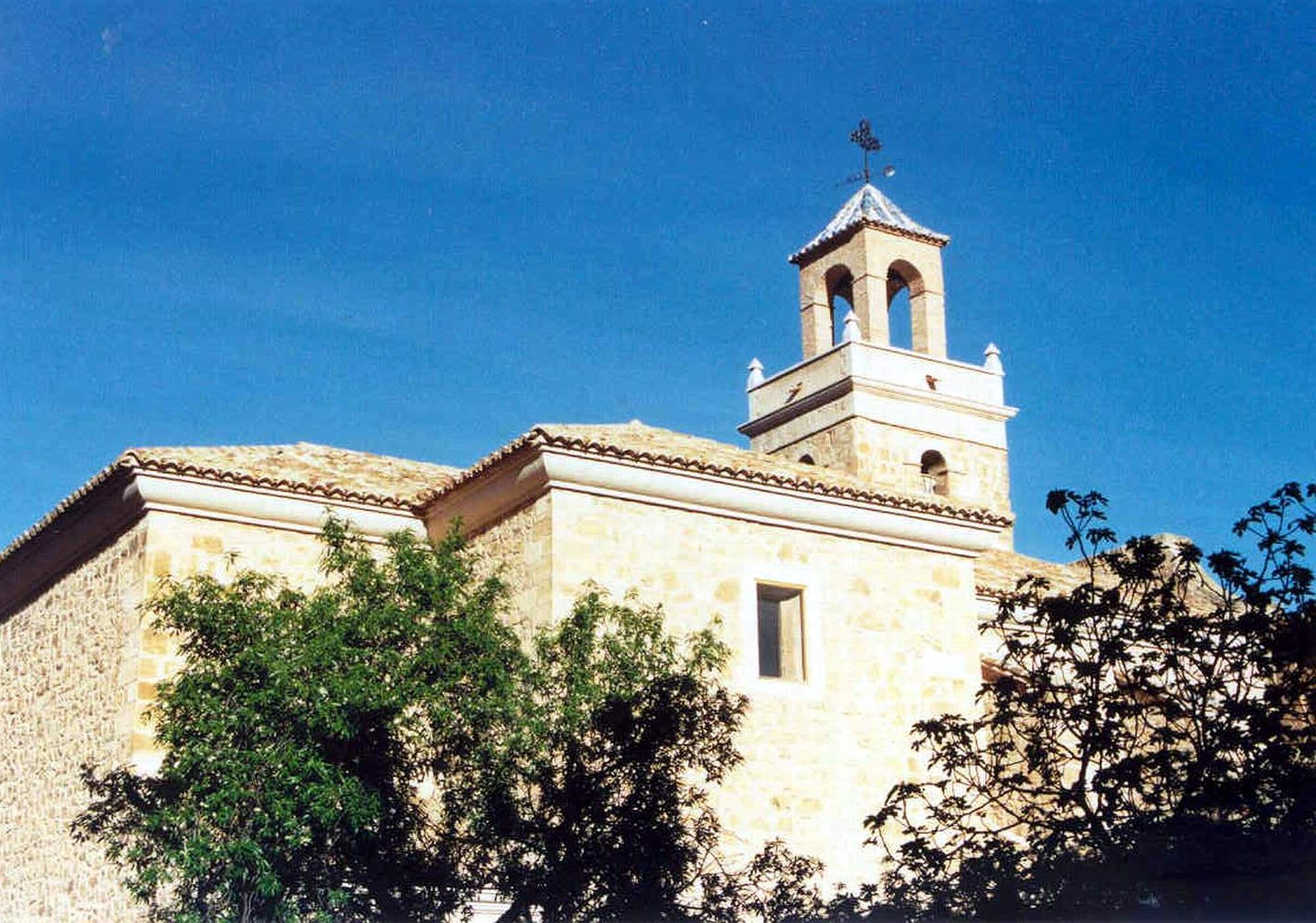
Salvatorkirche
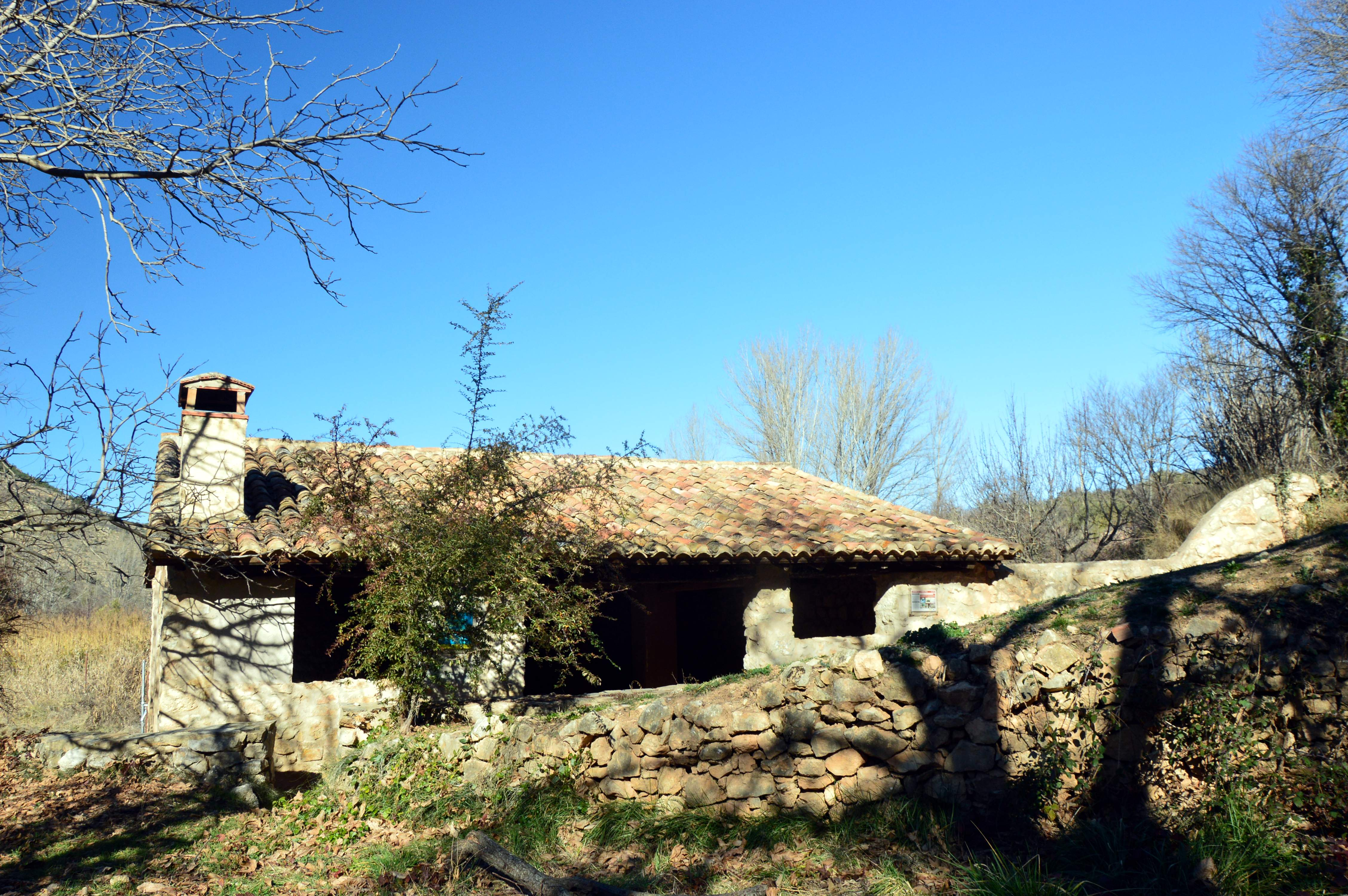
Waschhaus

- Salvatorkirche
- Waschhaus